# Янкуль
Янку́ль — село в Андроповском районе (муниципальном округе) Ставропольского края России.

## География
Село расположено на берегу балки Янкуль в пределах Ставропольской возвышенности, в 25 км севернее районного центра Курсавка.

## История
Село основано в 1870 году (по другим данным — в 1860-х гг.):212 как хутор (отсёлок) села Султановского:212, расположенного в 12 км юго-восточнее. По сведениям А. И. Твалчрелидзе, автора книги «Ставропольская губерния в статистическом, географическом, историческом и сельскохозяйственном отношениях» (1897), первые поселенцы («несколько семейств султановских жителей») обосновались на этом месте с целью быть ближе к своим земельным участкам. Впоследствии к ним присоединилось ещё несколько дворов. В конце XIX века здесь поселились также крестьяне Воронежской и Харьковской губерний:193.
В 1890 году в хуторе Янкульском была построена деревянная Спасо-Преображенская церковь:212. В 1897 году хутор получил от села Султановского отдельный земельный участок:212. По данным всеобщей переписи 1897 года, население хутора составляло 1693 человека (из них православных — 1680):44. Согласно «Справочной книге для духовенства Ставропольско-Екатеринодарской епархии» (1901), в Янкульском числилось: православного населения — 1670 душ обоего пола, сектантов — 6 душ; дворов — 187:86. В хуторе действовали церковь и 3 учебных заведения: одноклассная церковно-приходская школа в собственном здании; школа грамоты, помещавшаяся в церковной сторожке, и одноклассное училище Министерства народного просвещения, в собственном здании:87. В 1903 году в Янкульском насчитывалось уже 277 дворов с 2067 жителями (из них коренных — 1513, иногородних — 554):63.
В 1907 году хутор приобрёл статус села:194, здесь была учреждена самостоятельная волость:212, в которую входило 16 хуторов:194. В 1909 году село Янкуль состояло из 311 дворов с 2176 жителями. Здесь находились волостное правление, церковь, 2 школы, 6 торговых предприятий и 1 промышленное, пожарный обоз, хлебозапасный магазин, 4 пруда:64—65. Западнее села располагались немецкие колонии Верхняя, Средняя и Нижняя:70. Сейчас об этом напоминают названия Колонской балки (в верхнем течении реки Янкуль) и хутора Нижнеколонского (бывшая Нижняя Немецкая Колония). Колонистов было 524 человека, 58 дворов:70.
В 1923 году в Янкуле было образовано овцеводческое товарищество «Руно». По «Списку населённых мест Северо-Кавказского края» за 1925 год, в селе насчитывалось 354 двора и 2288 жителей, работали начальная школа и изба-читальня:277. По «Поселенными итогами переписи 1926 года по Северо-Кавказскому краю», здесь числилось 396 хозяйств с 2388 жителями (из них 2281 — украинцы):265.
С августа 1942 года село находилось в оккупации. Освобождено 18 января 1943 года. На фронтах Великой Отечественной войны погибло 370 сельчан:194.
На 1 марта 1966 года являлось административным центром Янкульского сельского Совета Кочубеевского района Ставропольского края. В состав сельсовета входило 8 населённых пунктов: село Янкуль, хутора Верхнеколонский (снят с учёта в 1983 году), Джалгинский (снят с учёта в 1983 году), Кианкиз, Нижнеколонский, Новый Путь (снят с учёта в 1968 году), Полтавский (снят с учёта в 1983 году) и Терновский (снят с учёта в 1969 году):16.
После упразднения хуторов Джалгинский, Полтавский и Верхнеколонский, их жители были переселены в село Янкуль:194.
На 1 января 1983 года село Янкуль — административный центр Янкульского сельсовета в составе Курсавского района Ставропольского края:18.
До 16 марта 2020 года село было административным центром сельского поселения Янкульский сельсовет.

## Население
| 1897  | 1903  | 1908  | 1909  | 1910  | 1925  | 1926  |
| ----- | ----- | ----- | ----- | ----- | ----- | ----- |
| 1693  | ↗2067 | ↗2175 | ↗2176 | ↗2230 | ↗2288 | ↗2388 |
| 1939  | 1959  | 1970  | 1979  | 1989  | 1999  | 2002  |
| ↘1308 | ↗1517 | ↗1635 | ↗1896 | ↘1737 | ↗1852 | ↘1749 |
| 2008  | 2010  | 2011  | 2014  | 2021  |       |       |
| ↘1464 | ↗1549 | ↘1488 | ↘1400 | ↘1319 |       |       |

По данным переписи 2002 года в национальной структуре населения преобладают русские (77 %).

## Инфраструктура
- Сельский дом культуры. Открыт 21 сентября 1970 года[36]
- Сельская библиотека
- Открытое общественное кладбище площадью 20 тыс. м²[37]

## Образование
- Детский сад № 22 «Родничок»
- Средняя общеобразовательная школа № 7. Открыта 1 сентября 1975 года[38]

## Экономика
- Предприятия сельского хозяйства

## Люди, связанные с селом
- Чекменёв, Григорий Анатольевич (р. село Янкуль) — погиб при взятии города Барановичи в Белоруссии, Герой Советского Союза

## Памятники
- Братская могила партизан и советских воинов, погибших в борьбе с фашистами. 1942—1943, 1957 годы[39]